# Альвен, Ингер
Ингер Мария Альвен (швед. Inger Maria Alfvén; 24 февраля 1940, Стокгольм — 26 июля 2022, там же) — шведская писательница и социолог, известная феминистка. Дочь Ханнеса Альвена, также родственница Хуго Альвена.

## Биография
Ингер Мария Альфен родилась 24 февраля 1940 года в приходе Сольна в Стокгольме в семье интеллигентов. Её отец Ханесс Альвен был профессором физики и лауреатом Нобелевской премии 1970 года, дедушка Йоханнес Альвен и бабушка Анна-Клара Романус-Альвен — врачи. Она также внучатая племянница композитора Хьюго Альвена.
В 1964 году Ингер Альвен получила специальность социолога, была консультантом и помощником по уходу за детьми. В этот же год вышла в свет её первая книга «Vinbergssnäckan». С 1977 она занималась писательской деятельностью, совмещая работу научным руководителем отдела литературного дизайна в Гётеборгском университете. Считается, что она сделала прорыв в своём романе «Dotter till en dotter». В её книгах центральное место занимают темы стремления женщин к свободе, отношения между прошлым и настоящим, волей и необходимостью.
Скончалась 26 июля 2022 года.

## Семья
Первый раз Ингер Альвен вышла замуж за медицинского лицензиата Микаэля фон Хейна в 1962 году, их брак завершился в 1980 году. С 1993 года писательница жила со вторым мужем психиатром Йоханом Каллбергом. У неё также есть сын.

## Театр
В 2002 году состоялся дебют Альвен как драматурга в пьесе «Корень радуги» (Regnbågens rot), в ней рассказывается о жизненном пути трёх сестёр за последние десятилетия прошлого века.

## Кино
В 1989 году шведский режиссёр Ёран дю Реес снял по книге Ингер Альвен S / Y Glädjen (1979) драматический фильм «Яхта „Радость“».

## Книги
- Гора, где бабочки летают умирать (1997)
- Лена-Белл (1971)
- Снесите луну (1972)
- Уборочный патруль (1976)
- Дочь дочери (1977)
- S / Y Glädjen (1979)
- Наследование (1981)
- Из жизни тараканов (1984)
- Lykkans galosch (1986)
- Винбергсснакан (1964)
- Глаз слона (1992)
- Театр Джудит (1989)
- Шесть женских похотей (1992)
- Женская чёрная книга (1992)
- У матери четыре дочери (1994)
- Когда я думаю о деньгах (1998)
- Синий кабинет и другие истории (1999)
- Кто-то попал в лодку (2002)
- Тысячи яблок (1969)
- Живая вода (2004)
- Ядро миндаля (2006)
- Когда разум спит (2009)
- Все, что мы никогда не делали друг с другом (2012)
- Не трогай меня, трогай меня (2015)
- Близнецы (2019)